# Autofonia
L'autofonia o timpanofonia és l'audició inusualment alta de la pròpia veu d'una persona.
Entre les possibles causes hi ha l'efecte d'oclusió, causat per un objecte, com un audiòfon sense ventilació o un tap de cera de l'orella, que bloqueja el canal auditiu i reflecteix la vibració del so cap al timpà. Altres causes són l'otitis mitjana serosa, la trompa d'eustaqui oberta que condueix els sons vocals o respiratoris a l'oïda mitjana i la dehiscència del canal superior que fins i tot permet escoltar els batecs del cor, sons intestinals i dels moviments oculars quan llegeixen.